# Brachymyrmex delabiei
Brachymyrmex delabiei es una especie de hormiga perteneciente al género Brachymyrmex, categorizada en la tribu Myrmelachistini, de la subfamilia Formicinae.

## Distribución
La especie es nativa de la región del Neotrópico. Se distribuye por América del Sur, en Brasil.

## Taxonomía
Fue descrita por Ortiz & Fernández en 2014.